# Flexor digitorum superficialis
Flexor digitorum superficialis (latin: musculus flexor digitorum superficialis, "ytliga fingerböjarmuskeln") är, i människans kropp, en skelettmuskel i underarmen (antebrachium) vars främst uppgift, som namnet antyder, är att flexera (böja) handleden (art. radiocarpea) och fingrarna (digiti manus).
Flexor digitorum superficialis har ett brett ursprung i överarmsbenets (humerus) mediala utskott (epicondylus medialis humeri), ett av armbågsbenets (ulna) proximala utskott (processus coronoideus ulnae) och strålbenets (radius) framsida samt en senbro mellan underarmsbenen.
Muskeln övergår tidigt i fyra enskilda muskler som breder ut sig över underarmens framsida. Proximalt om handleden (art. radiocarpea) övergår musklerna i de fyra senor som från canalis carpi strålar ut över mellanhanden (metacarpus).
I fingrarnas grundfalanger delar sig senorna för att ge plats åt senorna för den djupa flexormuskeln (m. flexor digitorum profundus).
Sina fästen har muskeln på mellanphalangerna (2-5). 
Flexor digitorum superficalis innerveras av n. medianus.